# ミトコンドリア (曲)
『ミトコンドリア』は、鈴村健一の3作目のシングルである。2009年6月24日にLantisより発売された。

## 概要
- 表題曲を含む全2曲収録。
- 『ミトコンドリア』のPVのDVD付き仕様。

## 収録曲
（全作詞：鈴村健一）
1. ミトコンドリア
  - 作曲・編曲：黒須克彦
  - 『アニソンぷらす+』2009年6月エンディングテーマ
2. そりゃそうです
  - 作曲・編曲：松下典由

## 収録作品
アルバム
- オリジナルアルバム『Becoming』（2009年10月7日発売）